# Thomas Augustinussen
Thomas Augustinussen (ur. 20 marca 1981 w Svendborg) – piłkarz duńskiego pochodzenia występujący na pozycji pomocnika.

## Kariera klubowa[1]
Już jako pięciolatek zaczynał trenować w juniorskiej drużynie z Danii – Aabybro IF. Po ośmiu latach spędzonych w drużynie Aabybro, w 1994 młody obrońca przeniósł się do innej duńskiej drużyny, Aalborgu BK. Przez sześć lat zawodnik występował w juniorskich drużynach. W pierwszym zespole zadebiutował w 2000 roku. W sezonie 2007/2008 wywalczył wraz z drużyną mistrzostwo Danii, a w kolejnym sezonie został mianowany kapitanem drużyny. W następnym sezonie drużyna z Danii wzięła udział w rozgrywkach Ligi Mistrzów, ale odpadła w fazie grupowej. Dzięki temu, że duńska ekipa zajęła w grupie 3. miejsce, udało jej się awansować do kolejnej rundy Pucharu UEFA, jednak odpadła w 1/8 po dwumeczu z Manchesterem City. W drużynie z Aalborga Augustinussen grał przez 9 lat, aż do 2009 roku. 27 kwietnia 2009 roku Duńczyk podpisał kontrakt z austriacką drużyną Red Bull Salzburg. Kontrakt z Red Bullem obowiązywał zawodnika do końca sezonu 2011/2012. W 2011 roku wrócił do Aalborga i w 2016 zakończył w nim karierę.

## Kariera reprezentacyjna
W 1998 piłkarz rozpoczął swoją karierę reprezentacyjną. Początkowo występował tylko w młodzieżowych drużynach reprezentacji Danii (U-19, U-20, U-21). Łącznie gracz rozegrał 33 spotkania, w których zdobył 8 bramek dla kadry. W 2008 roku gracz zadebiutował w pierwszej reprezentacji.

## Osiągnięcia
- Mistrzostwo Danii z Aalborgiem – 2008
- Finał Pucharu Danii z Aalborgiem – 2004